# جونیور دیاز
جونیور دیاز (انگلیسی: Junior Díaz؛ زاده ۱۲ سپتامبر ۱۹۸۳) یک بازیکن فوتبال اهل کاستاریکا است.
وی همچنین در تیم ملی فوتبال کاستاریکا بازی کرده‌است.